# Michael D. Jones
Michael Daniel Jones (Llanuwchllyn, 2 marzo 1822 – Bala, 2 dicembre 1898) fu un presbitero britannico proveniente dal Galles; congregazionalista e preside di una facoltà teologica, è ricordato soprattutto come il fondatore di un insediamento in Patagonia noto come Y Wladfa e uno dei padri del moderno nazionalismo gallese.

## Biografia
Jones nacque a Llanuwchllyn, Merioneth (Gwynedd) nel 1822. Dopo la formazione per il pastorato al Presbyterian College di Carmarthen e successivamente al Highbury College, a Londra, trascorse circa 18 mesi a Cincinnati, Ohio, ove fu ordinato al ministero cristiano. Ritornò in Galles e nel 1850 fu nominato pastore a Bwlchnewydd and Gibson nel Carmarthenshire, prima di succedere a suo padre come direttore dell'Independent College (fondato nel 1712) di Bala nel 1855.

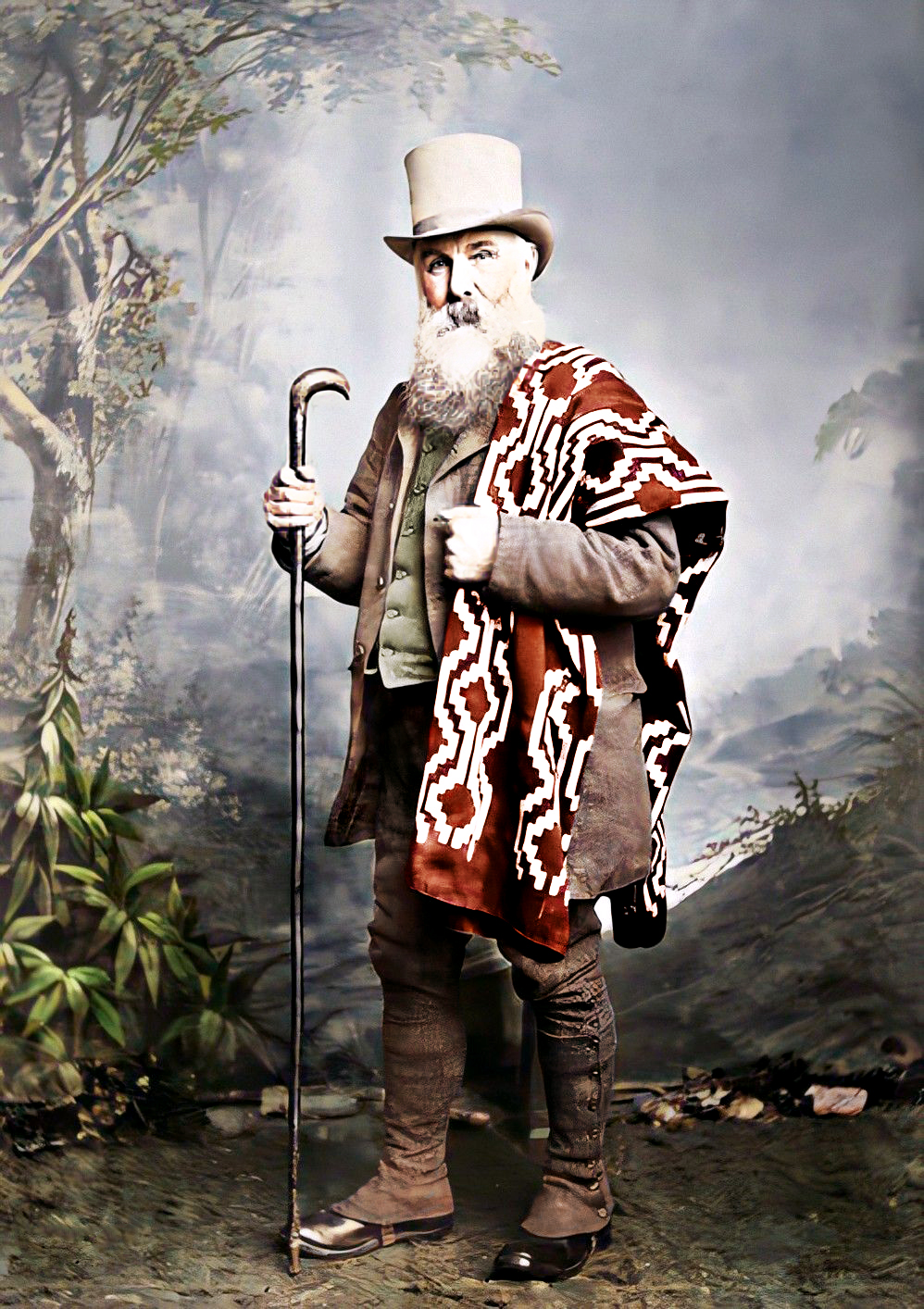
Il reverendo Michael D. Jones (1822-98)

Il suo nome è strettamente legato al tentativo di stabilire un insediamento gallese in Patagonia, Argentina, negli anni '60 dell'Ottocento, in cui il gallese fosse la lingua della religione, del governo, dell'economia e dell'istruzione. Il  centocinquantesimo anniversario (dal 28 luglio 1865) di questo insediamento gallese in Argentina, a Rawson, Chubut fu celebrato nel 2015.
Nel 1889, Jones divenne membro del primo consiglio di contea del Merionethshire, pur avendo soltanto una maggioranza di 8 voti rispetto al suo oppositore conservatore.
Jones è riconosciuto come il primo sostenitore di una soluzione politica per difendere l'identità gallese e pertanto come uno dei più significativi precursori del nazionalismo gallese.